# Zhang Jia'ao
Zhang Jia'ao (张嘉璈, 1889-1979), aussi connu sous son nom de courtoisie Gongquan (公权), est un banquier, politicien et intellectuel chinois, qui fut directeur de la Banque de Chine.

## Biographie
Zhang est né en 1889 dans le district de Jiading à Shanghai. Son grand-père est un officiel de la dynastie Qing et son père est médecin, ainsi, lui et ses frères et sœurs bénéficient d'une excellente éducation, bien loin que ce qui est accessible à leurs compatriotes. Tandis que son frère Carsun Chang se distingue dans le monde de la politique, Zhang Jia'ao devient une figure importante du monde banquier moderne de Chine.
Zhang Jia'ao est partisan d'une réforme en Chine et commence une carrière dans la fonction publique en 1910 comme éditeur en chef de la Gazette officielle publiée par le ministère des Communications. En 1913, il commence une carrière de directeur assistant banquier à la Banque de Chine à Shanghai. Il se distingue quelques mois plus tard en 1916 en refusant une demande de Yuan Shikai pour cesser de racheter les billets de banque avec de l'argent. La demande vise à sécuriser les dépôts d'argent pour le compte de Yuan mais aurait ruiné la confiance publique en la nouvelle monnaie, Zhang refuse donc d'obéir et travaille à la séparation de la banque du contrôle du gouvernement de Pékin. En 1923, la Banque de Chine est presque entièrement contrôlée par des actifs privés, et durant la décennie suivante, elle devient la plus grande banque, et de loin, de la République de Chine.
Avec Zhang pour directeur, la Banque de Chine résiste aux pressions du gouvernement du Kuomintang pour retourner sous le contrôle gouvernemental et acheter des obligations du gouvernement qui contribuerait à augmenter le déficit sans cesse croissant. En 1928, Song Ziwen tente une opération agressive pour prendre le contrôle de la banque, mais Zhang et les directeurs résistent, et Song crée ainsi la banque centrale de Chine. Zhang accepte de financer la création de cette nouvelle banque en échange de mesures d'indépendance et d'une charte à servir la banque d'échanges internationale du pays. L'intérêt de Zhang est le développement du pays, en particulier des chemins de fer et des autres infrastructures, même si ces projets ne sont pas particulièrement lucratifs pour la banque.
En mars 1935, Kong Xiangxi tente un coup contre la Banque de Chine et la Banque des Communications, les forçant à créer de nouvelles parts pour permettre au gouvernement de prendre une participation majoritaire financée par des emprunts d'État surévalués. Zhang est démis de sa fonction de directeur-général de la Banque de Chine et muté à un poste inférieur à la Banque centrale. Il refuse l'offre, et en décembre 1935, accepte la nomination de ministre des Chemins de fer.
Durant la guerre sino-japonaise, Zhang sert comme ministre des Communications, suivant le gouvernement central de Nankin à Chongqing. En 1943, il participe à la promotion de l'aide américaine à la République de Chine et aux négociations d'après-guerre, dont les droits d'aviation. Il écrit un livre sur le développement des chemins de fer qui est publié aux États-Unis à une époque où l'intérêt pour la Chine est élevé. Après la guerre, il est nommé Commissaire économique de la Mandchourie, et ses écrits personnels de cette période sont également publiés en Amérique.
Après son départ de Chine, Zhang s'installe aux États-Unis où il devient chargé de recherche à la Hoover Institution de l'université Stanford. Il meurt le 13 octobre 1979 à Palo Alto en Californie. Sa femme, Zhang Pihya, meurt dans la même ville le 17 mai 1997.